# Jorge Mejías
Jorge Mejías Sánchez (Madrid, España, 19 de enero de 2001) es un jugador de baloncesto español. Con 1,90 metros de estatura juega en la posición de base en el Södertälje Kings de la Basketligan de Suecia.

## Trayectoria
Es un base formado en las categorías inferiores del Club Baloncesto Tres Cantos en el que jugó hasta categoría infantil. En 2013, ingresa en la cantera del Real Madrid para jugar en el Infantil B.
En las filas del Real Madrid iría quemando etapas hasta debutar con el Real Madrid Baloncesto "B" con apenas 16 años durante en la temporada 2017-18 en Liga EBA.
Aún en edad júnior, en la temporada 2018-19, alternaría participaciones con el equipo júnior y el Real Madrid Baloncesto "B" en Liga EBA.
En la temporada 2019-20, tras acabar su etapa en el Real Madrid, se marcha a Estados Unidos para ingresar en la Universidad Internacional de Texas A&M con el que disputa la NCAA II con los Texas A&M International Dustdevils.
En la temporada 2020-21, firmó por el Albacete Basket de la Liga LEB Plata.
En la temporada 2021-22, lograría el ascenso a la Liga LEB Oro.
El 21 de julio de 2022, renueva por el Albacete Basket para disputar la Liga LEB Oro durante la temporada 2022-23.
El 28 de julio de 2023, firma por el Södertälje Kings de la Basketligan de Suecia.

## Palmarés
2013 - Subcampeón de España Mini de Selecciones Autonómicas con la selección de la Federación Madrileña de Baloncesto
2015 - Campeón de España Infantil de clubes con Real Madrid (capitán del equipo)
2015 - Campeón de España Infantil de Selecciones Autonómicas con la selección de la Federación Madrileña de Baloncesto
2016 - Subcampeón de España Cadete de Selecciones Autonómicas con la selección de la Federación Madrileña de Baloncesto
2017 - Campeón de España Cadete de Selecciones Autonómicas con la selección de la Federación Madrileña de Baloncesto
2017 - Campeón de España Cadete de clubes con Real Madrid (capitán del equipo)
2018 - Campeón de España Junior de clubes con Real Madrid
2019 - Campeón de España Junior de clubes con Real Madrid (capitán del equipo)
2019 - Campeón Euroliga Junior con Real Madrid (capitán del equipo)
2019 - Campeón de Europa sub-18 con la selección española de baloncesto (capitán del equipo)
2022 - Ascenso a Liga LEB Oro con Albacete Basket (capitán del equipo)